# Whetter Nunatak
Whetter Nunatak är en nunatak i Antarktis. Den ligger i Östantarktis. Australien gör anspråk på området. Toppen på Whetter Nunatak är 85 meter över havet.
Terrängen runt Whetter Nunatak är kuperad åt sydost, men åt nordväst är den platt. Havet är nära Whetter Nunatak åt nordväst. Trakten är obefolkad. Det finns inga samhällen i närheten. 